# 久保浩 (彫刻家)
久保 浩（くぼ こう、1932年 - 2025年）は、兵庫県神戸市出身の彫刻家で、千葉県佐倉市在住。日展参与。2013年長嶋茂雄の佐倉市民栄誉賞の記念品「銀のボール」を製作した。

## 経歴
- 1932年（昭和 7年） - 神戸市で生まれる
- 1945年（昭和20年） - 県立神戸一中入学
- 1952年（昭和27年） - 兵庫県立神戸高等学校卒業
- 1956年（昭和31年） - 甲南大学経済学部卒業
- 1960年（昭和35年） - 彫刻家朝倉文夫に師事
- 1963年（昭和38年） - 日展初入選 以後連年入選、日彫展奨励賞受賞
- 1964年（昭和39年） - 日彫展日彫賞受賞
- 1977年（昭和52年） - 千葉県展千葉県美術会賞受賞
- 1979年（昭和54年） - 日展「屈曲」で特選受賞、文化庁秀作美術展に選抜出品
- 1980年（昭和55年） - 日展「夏の賦」で特選受賞
- 1991年（平成 3年） - 「アテネの戦士」で西望賞受賞
- 2000年（平成12年） - 千葉県教育功労者表彰を受ける
- 2013年（平成25年） - 長嶋茂雄の佐倉市民栄誉賞の記念品「銀のボール」を製作[1]

## 作品
- 「銀製 祝球（ぎんせい しゅくきゅう）」（長嶋茂雄さんへの市民栄誉賞記念品(国民栄誉賞において贈呈された金のバットに併せ)（2013年7月22日）[1]
- 「野育ち」日展 2007年11月10日[2]
- 「風の姿」佐倉市 彫刻通り 設置[3]
- 「瑞鼇（ずいごう）」[4]
- 「西村勝三翁像」 佐倉市民体育館の前 設置[5]
- 「山の神と水の女神の像」1998(平成10)年佐倉市 ユーカリが丘 設置[6]